# ريتشارد فيلدر
ريتشارد فيلدر (بالإنجليزية: Richard Felder)‏ هو مهندس أمريكي، ولد في 1939.